# Heraclit
|  | Per a altres significats, vegeu «Heraclit (desambiguació)». |

Heraclit (o bé Heràclit; en grec antic: Ἡράκλειτος, Herákleitos. Efes, 544 aC / 535 aC - 484 aC / 475 aC) fou un filòsof presocràtic natural d'Efes, que aleshores formava part de l'Imperi Persa. Exerceix una àmplia influència en la filosofia occidental antiga i moderna, fins i tot a través de les obres de Plató, Aristòtil, Hegel i Heidegger.
Poc se sap de la vida d'Heràclit. Va escriure una única obra, de la qual només han sobreviscut fragments, catalogada amb el filòsof número 22 en el sistema de numeració Diels-Kranz. La seva filosofia paradoxal, caracteritzada pel joc de paraules i els epigrames críptics i oraculars li van valer el nom "del fosc" des de l'antiguitat. Se'l considerava arrogant i deprimit, un misantrop subjecte a la malenconia. En conseqüència, es va popularitzar com "el filòsof que plora" en contrast amb l'antic filòsof Demòcrit, que era conegut com "el filòsof que riu".
Les idees centrals de la filosofia d'Heràclit són la unitat dels contraris i el concepte de canvi. També va veure harmonia i justícia en la lluita. Va veure el món com un canvi constant, que sempre "esdevenia" però mai "era". Ho va expressar en dites com "Tot flueix " (grec: πάντα ρει, panta rhei) i "Cap home mai trepitja el mateix riu dues vegades". Aquest aspecte canviant de la seva filosofia contrasta amb el de l'antic filòsof Parmènides, que creia en l'«ésser» i en la naturalesa estàtica de la realitat.
Heràclit creia que el foc era l'arche, la matèria fonamental del món. En triar un arche, Heràclit va seguir els milesians abans que ell: Tales amb l'aigua, Anaximandre amb l'apeiron (lit. il·limitat o infinit), i Anaxímenes amb l'aire. Heràclit també va pensar que el logos (lit. paraula, discurs o raó) donava estructura al món.

## Biografia

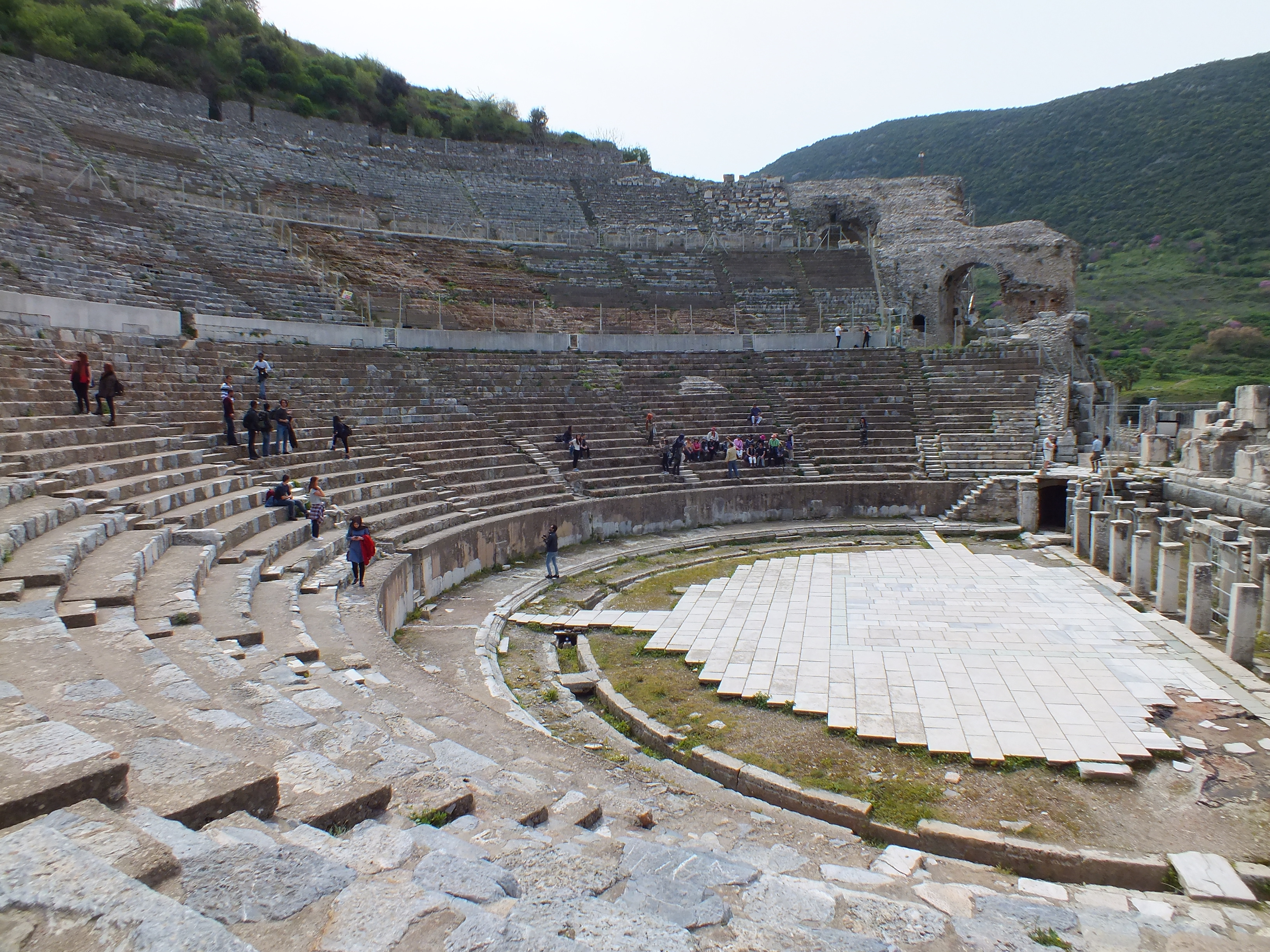
Teatre a Éfes a la costa de l'Àsia Menor, lloc de naixement d'Heràclit

Heràclit, fill de Blison, era de la ciutat jònica d'Efes, un port al riu Menderes, a la costa occidental de l'Àsia Menor (l'actual Turquia). Al segle VI aC, Efes, com altres ciutats de Jònia, van viure sota els efectes tant de l'ascens de Lídia sota Cresos com del seu enderrocament per Cir II el Gran c. 547 aC. Sembla que Efes va conrear posteriorment una estreta relació amb l'Imperi Persa; durant la supressió de la revolta jònica per part de Darios el Gran l'any 494 aC, Efes es va salvar i va sorgir com la ciutat grega dominant a Jònia. Milet, la llar dels anteriors filòsofs, va ser capturat i saquejat.
La font principal de la vida d'Heràclit és el doxògraf Diògenes Laerci. Encara que la major part de la informació proporcionada per Laerci no és fiable, i es creu que les històries antigues sobre Heràclit són fabricacions posteriors basades en interpretacions dels fragments conservats; l'anècdota que Heràclit va renunciar al títol hereditari de "rei" al seu germà petit pot, almenys, implicar que Heràclit era d'una família aristocràtica d'Efes. Sembla que Heràclit tenia poca simpatia per la democràcia o les masses. No obstant això, no és clar si va ser "un partidari incondicional dels rics" o si, com el savi Soló, va ser "retirat de les faccions competidores".
Des de l'antiguitat, Heràclit ha estat titllat de misantrop arrogant. L'escèptic Timó de Flius va dir Heràclit "abusador de la masa" (ochloloidoros). Heràclit es considerava autodidacte. No considerava els altres incapaços, però poc disposats: "I encara que la raó és comuna, la majoria de la gent viu com si tingués una comprensió pròpia". A Heràclit no semblava agradar-li la religió imperant de l'època, criticant els cultes populars de misteri i la pregària a les estàtues. També va criticar Homer, Hesíode, Xenòfanes i Hecateu. Va donar suport al savi Biant de Priene, que es cita dient "La majoria dels homes són dolents". Va lloar un home anomenat Hermòdor com el millor entre els efesis, que diu que tots haurien de suïcidar-se per haver-lo exiliat.
Tradicionalment es considera que Heràclit va florir a la 69a Olimpíada (504–501 aC), , però aquesta data pot basar-se simplement en un relat anterior que sincronitza la seva vida amb el regnat de Dario el Gran. No obstant això, aquesta data es pot considerar "aproximadament precisa" a partir d'un fragment que fa referència a Pitàgores, Xenòfanes i Hecateu com a contemporanis més antics, situant-lo a prop de finals del segle VI aC. Segons Diògenes Laerci, Heràclit va morir cobert de fem després de no poder curar-se de la hidropisia. Això pot ser per parodiar la seva doctrina que per a les ànimes és la mort convertir-se en aigua, i que una ànima seca és millor.

## Obra i fonts d'estudi
Com amb altres presocràtics, l'únic coneixement que ens ha arribat de la seva filosofia són petits fragments i cites mencionades en obres d'altres autors posteriors. Per aquest motiu, i per la forma enigmàtica en què s'expressa en les cites que n'han quedat, és conegut amb el sobrenom de l'Obscur (en grec antic: ὁ Σκοτεινός, «ho Skoteinós»), i també φυσικός 'físic'. El seu sistema va quedar escrit en l'obra Sobre la natura (Περὶ φύσεως), de la qual només es conserven fragments.

## Filosofia

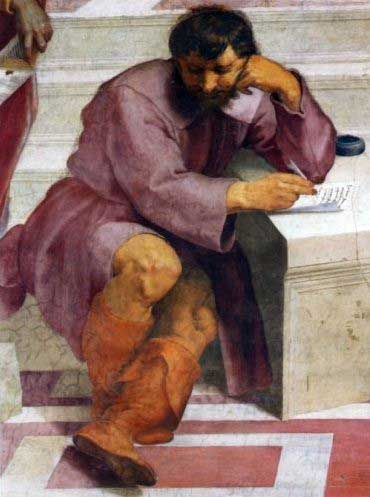
Heraclit en un detall de L'escola d'Atenes, de Rafael.

Contràriament a altres filòsofs presocràtics que l'havien precedit, no creia que la natura estava formada per una última substància immutable, sinó que defensava que tot es trobava en estat de canvi continu. Per a Heraclit, tot es troba en «estat de flux», com s'exemplifica en el que possiblement és el seu aforisme més famós; Panta rei:
| « | Πάντα ῥεῖ καὶ οὐδὲν μένει Pánta réi kái udén ménei | 'Tot flueix, res no s'està quiet' | » |

També és coneguda la seva cita afirmant que «un home no es pot banyar dos cops en el mateix riu», ja que segons ell, en estar tot sotmès a un canvi continu, ni el riu ni l'home seran els mateixos el segon cop que hi passin:
| « | Ποταμοῖς τοῖς αὐτοῖς ἐμβαίνομέν τε καὶ οὐκ ἐμβαίνομεν, εἶμέν τε καὶ οὐκ εἶμεν. | 'Creuem i no creuem els mateixos rius, som i no som'. | » |

Se sol incloure Heraclit entre els primers filòsofs de la natura, o filòsofs físics (φυσικοί, com els anomenava Aristòtil), que pensaven que el principi de totes les coses (arque/ἀρχή) era quelcom material (com l'aigua per a Tales, l'aire per Anaxímenes, o el To Apeiron per a Anaximandre). En realitat, tot i que Heraclit va identificar que aquest principi era el foc, no s'ha d'interpretar en sentit literal, sinó com una metàfora: el foc està en moviment i canvi constant, com la natura mateixa.
Aquesta permanent mobilitat es fonamenta en una estructura de contraris. L'origen de totes les coses es troba en la contradicció entre els elements contraris que formen la unitat de la natura: dia-nit, guerra-pau, fred-calor…
Tot aquest flux continu està governat per la llei que tot ho regeix: el logos (λóγος).
Segons ell, l'autèntica naturalesa de les coses és amagada, donant a entendre que al coneixement només hi podem arribar amb els ulls de la raó.
Tot i que hi ha moltes similituds entre les filosofies d'Heraclit i Parmènides, tradicionalment les seves doctrines s'han presentat com a contraposades, ja que mentre Heraclit defensava el «tot flueix», el «ser» de Parmènides es defineix com a estàtic, immutable i immòbil.
En l'art, Heraclit se sol representar en una actitud melancòlica, i sovint se l'identifica com "el filòsof trist", contraposat a Demòcrit, que es coneix com "el filòsof rialler", atès el menyspreu que va mostrar per les persones que no es preocupaven d'aprendre a filosofar.

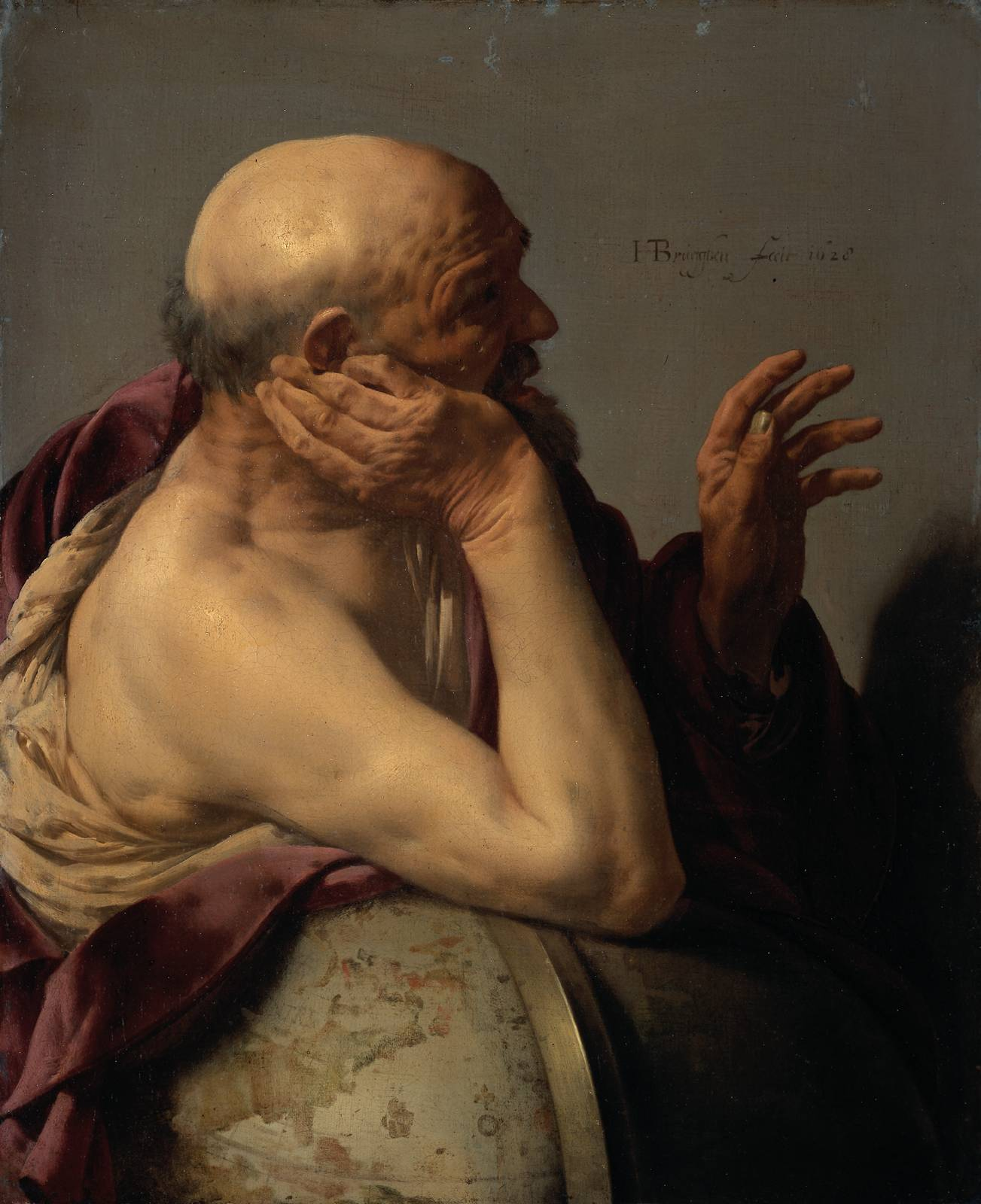
Heraclit, pintura de Hendrick ter Brugghen, 1628, Rijksmuseum (Amsterdam).

Diversos historiadors (Plutarc, Diògenes Laerci, Estobeu) el citen com a autor de consells ètics i polítics.

## Influència sobre altres autors
La contraposició del "panta rei" va tenir una influència determinant sobre Plató, el qual per tal de resoldre les contradiccions amb la teoria del ser de Parmènides, va concloure que el "no-ser" existeix només en sentit relatiu, donant així un fonament filosòfic al sentit grec de l'esdevenir.
Hegel va veure en aquesta conclusió la dialèctica fonamental de la filosofia grega. D'acord amb la seva interpretació, la filosofia de Parmènides es resumeix en la frase "tot és, res no es fa" (tesi), mentre que la d'Heraclit en "tot esdevé, res no existeix" (antíntesi) i el moment de síntesi estaria representat per Plató.
El mateix Hegel es considerava filosòficament hereu d'Heraclit, fins al punt d'afirmar: «No hi ha proposició d'Heraclit que jo no hagi acceptat en la meva Lògica» (Hegel, Lliçons sobre la història del la filosofia). Heraclit, però, a diferència de Hegel, no concebia l'esdevenir com una progressiva presa de consciència de l'absolut; per a ell, l'esdevenir sembla consistir més aviat en els canvis d'un idèntic substrat o logos: «totes les coses són Un i l'Un totes les coses»; «aquest cosmos és el mateix per a tots... doncs sempre és i serà». D'aquesta visió del món, es veuria influït especialment l'estoïcisme.
Més endavant, la tradició filosòfica aristotèlica valoraria Heraclit incompatible amb els principis de la lògica formal, si bé el mateix Aristòtil (com abans Plató) no havia acollit la teoria de l'esdevenir en un intent de conciliar-la amb el rígid estatisme de Parmènides i introduint així la doctrina de la transició perpètua de la potència a l'acte, que trobaria millor acollida entre els místics neoplatònics. D'acord amb Plotí, que també mantenia els principis de la lògica de l'eleàtica, «Heraclit sabia que l'Un és etern i espiritual: ja que només allò que té cos esdevé etern i flueix» (Ennèades, V, 9). Fins i tot els místics cristians com Mestre Eckhart i Nicolau de Cusa van ser capaços de tenir en compte el concepte dels oposats proposat per Heraclit i el posaren en un pla transcendent i supraracional. De fet, per a ells, mentre que el pla immanent de la vida quotidiana continuava aplicant els principis del la racionalitat sil·logística, en Déu es trobaria l'arrel comuna d'allò que sembla contradictori per a la senzilla raó, perquè en Déu està present la unitat dels contraris, els quals, explicant-s'hi i materialitzant-s'hi en el món, després tendeixen a diversificar-se.
Heraclit va veure's finalment del tot acceptat en les teories de Hegel, el qual però va reinterpretar el seu concepte dels contraris, no tant en sentit místic i transcendent, sinó des d'una òptica immanent.
També Nietzsche tenia una alta estima per Heraclit: la magnitud de la seva apreciació rau en el fet que la noblesa d'allò que ha de dir no es presta a una claredat superficial. Martin Heidegger, qui a finals dels seixanta tenia un famós seminari sobre el filòsof grec juntament amb Eugen Fink a Friburg, considera que el concepte de veritat, entesa com a ἀλήθεια, o "no amagat" (en alemany Unverborgenheit) és una mena de paràfrasi del fragment del text d'Heraclit n. 93 DK: "El senyor, l'oracle del qual està a Delfos, no diu ni amaga, sinó que indica". Per a Heidegger, la filosofia d'Heraclit serveix de confirmació de la seva posició.